# 앨프리드 스터티번트
앨프리드 스터티번트(영어: Alfred Sturtevant, 1891년 11월 21일 - 1970년 4월 5일)은 미국의 유전학자이다. 스터티번트는 토머스 헌트 모건과 함께 노랑초파리의 유전형질을 연구하였으며, 1913년 세계 최초로 염색체의 유전자 지도를 작성하였다. 스터티번트는 이 업적으로 미국 과학 훈장을 받았다.

## 참고 문헌
- Lewis, E.B. Alfred Henry Sturtevant, National Academy of Sciences Biographical Memoirs